# Bahnhof Dornap-Hahnenfurth
Der Bahnhof Dornap-Hahnenfurth ist ein Bahnhof im Wuppertaler Ortsteil Hahnenfurth bei Dornap. Er befindet sich an der 1879 eröffneten und in diesem Abschnitt für den Personenverkehr 1991 stillgelegten Bahnstrecke Düsseldorf-Derendorf–Dortmund Süd (umgangssprachlich Wuppertaler Nordbahn). Nach Osten schließt sich der ehemalige Haltepunkt Wuppertal-Lüntenbeck an, im Westen liegt der Bahnhof Mettmann Ost. Er entsprach der historischen Bahnhofsklasse II OK.

## Beschreibung
Der Bahnhof stellt einen wichtigen Anschluss für die in Dornap ansässigen Betriebe der Kalksteinindustrie her (bestehend aus den Kalkwerken H. Oetelshofen, früher auch dem Rheinkalk-Werk Dornap), der Personenverkehr hatte in der Geschichte kaum Bedeutung.
Das Empfangsgebäude wurde vom Architekten und Baumeister Eberhard Wulff in Ziegelsteinen ausgeführt. Es ist durch eine Stichstraße westlich der Unterführung der Bahntrasse von der Bundesstraße 7 in der Ortslage Hahnenfurth erreichbar. Eine weitere Stichstraße führt westlich des Bahndamms an der Ortslage Dornap auf die andere Seite des Bahnhofs.

## Geschichte
Ein älterer Bahnhof am Ortskern von Dornap an der Bahnstrecke Wuppertal-Vohwinkel–Essen-Überruhr wurde 1847 angelegt, der Bahnhof Dornap wurde aber später stillgelegt.
Der Bahnhof Dornap-Hahnenfurth wurde von der Rheinischen Eisenbahn-Gesellschaft am 15. September 1879 unter dem Namen Dornap Rh eröffnet und 1890 in Dornap-Hahnenfurth umbenannt. 1975 wurde die Gemeinde Schöller und der Wülfrather Ortsteil Dornap mit deren Außenortschaften vom Kreis Düsseldorf-Mettmann abgespalten und als Wohnquartier Schöller-Dornap in Wuppertal eingemeindet. Dabei kam auch Hahnenfurth von Schöller zu Wuppertal.

### Einstellung des Personenverkehrs
1979 wurde der durchgehende Personenverkehr auf der Wuppertaler Nordbahn östlich vom Bahnhof Wuppertal-Wichlinghausen eingestellt. Das Reststück mit dem Bahnhof Dornap-Hahnenfurth wurde noch von Mettmann aus bedient, in den letzten Jahren nur noch mit einem einzigen Zugpaar an Werktagen. Am 23. August 1991 wurden der Personenverkehr auf diesem Teilabschnitt der Bahnstrecke eingestellt und das Empfangsgebäude geschlossen. Zeitgleich wurde der Güterverkehr zwischen Dornap-Hahnenfurth und Wuppertal-Wichlinghausen eingestellt. Seitdem wird der Bahnhof noch im Güterverkehr aus Richtung Mettmann genutzt. Das Empfangsgebäude wird als Wohngebäude genutzt.

### Weiterführung der S-Bahn-Linie S 28 nach Wuppertal

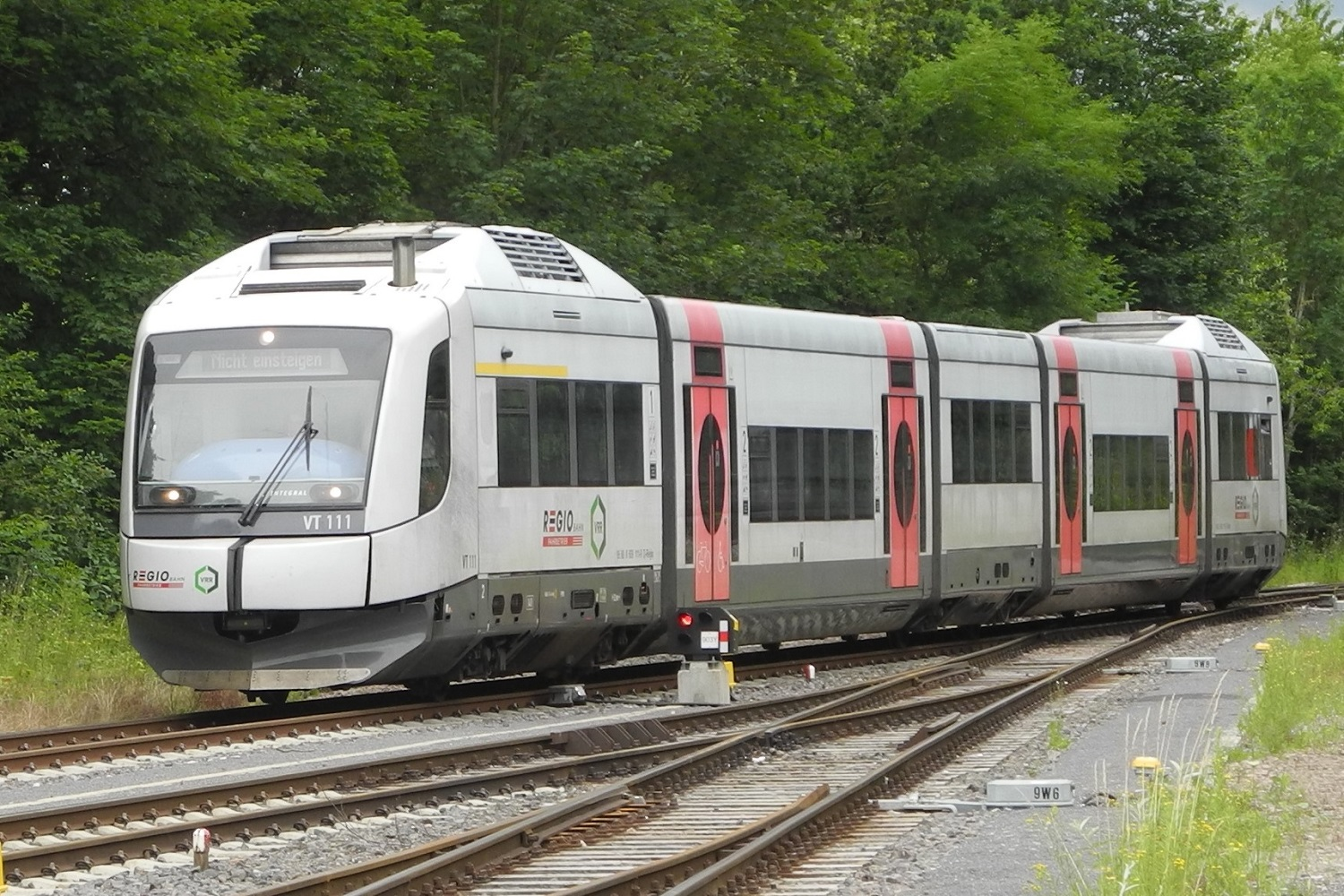
Regiobahn Integral VT 111 in Dornap-Hahnenfurth

Aufgrund des wachsenden Verkehrs und der wachsenden Pendlerströme zwischen Mettmann und Wuppertal wurde bis 2020 die Strecke zwischen Mettmann Stadtwald und Dornap-Hahnenfurth zur Verlängerung der S 28 nach Wuppertal zweigleisig ausgebaut und eine 2,1 Kilometer lange Neubaustrecke über die bestehende Abraumhalde der Rheinkalk zur Bahnstrecke Wuppertal-Vohwinkel–Essen-Überruhr errichtet. Die Abraumhalde sollte im Zuge der Baumaßnahmen ganz oder teils abgetragen werden. Zudem soll die Strecke elektrifiziert werden. Ursprünglich war vorgesehen, dass die S 28 über die Nordbahntrasse am alten Bahnhof Dornap-Hahnenfurth vorbeigeführt werden sollte. Dies wurde jedoch verworfen, weil zum einen der Bahnhof Dornap-Hahnenfurth zu abseits liegt und zweitens die Kalkressourcen in südlicher Richtung liegen, so dass die Kalkwerke in diese Richtung expandieren werden.

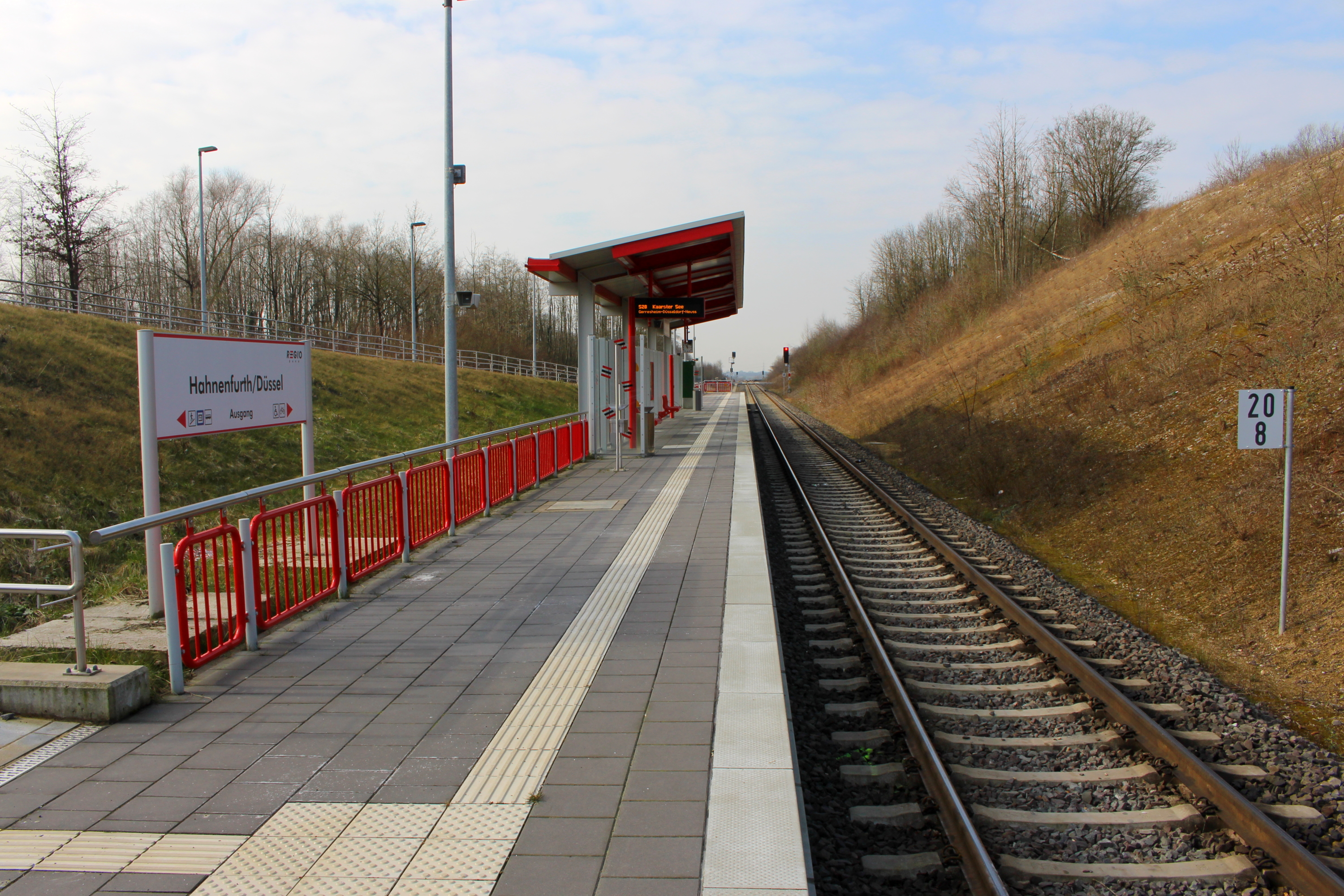
Neugebauter Haltepunkt Hahnenfurth/Düssel

Die Neubautrasse verlässt die Bahnstrecke Düsseldorf-Derendorf–Dortmund Süd im Bahnhof Dornap-Hahnenfurth, verläuft nördlich der Grube Hahnenfurth und der Bundesstraße 7 an der Stadtgrenze zwischen Wuppertal-Dornap und Wülfrath-Düssel und endet an der Abzweigstelle Wuppertal-Dornap Abzw beim aufgelassenen Bahnhof Dornap, wo sie auf die Bahnstrecke Wuppertal-Vohwinkel–Essen-Überruhr trifft.
Ein neuer Haltepunkt Hahnenfurth/Düssel mit einer Bushaltestelle und einem P+R-Parkplatz mit 74 Stellplätzen wurde an der Neubautrasse eingerichtet. Die Bauarbeiten begannen am 19. Dezember 2013. Der Haltepunkt befindet sich auf Wuppertaler Stadtgebiet nördlich der Düsseldorfer Straße kurz vor der Einmündung der Neubaustrecke in die Bahnstrecke Wuppertal-Vohwinkel–Essen-Überruhr.
Die S-Bahn-Linie S 28 verkehrt von Kaarst über Neuss, Düsseldorf und  Mettmann nach Wuppertal. Sie wird von der Regiobahn betrieben, die 1999 die Bahnstrecke Düsseldorf-Derendorf–Dortmund Süd zwischen Düsseldorf-Derendorf und Dornap-Hahnenfurth, die im Wuppertaler Raum auch „Wuppertaler Nordbahn“ genannt wird, aufgekauft hat.
| Linie | Verlauf | Takt                                                  |
| ----- | --- | ----------------------------------------------------- |
| S 28  | Kaarster See – Kaarster Bahnhof – Kaarst Mitte/Holzbüttgen – IKEA Kaarst – Neuss Hbf – NE Am Kaiser – NE Rheinpark-Center – D-Hamm – D-Völklinger Straße – D-Bilk – D-Friedrichstadt – Düsseldorf Hbf – D-Flingern – D-Gerresheim – Erkrath Nord – Neanderthal – Mettmann Zentrum – Mettmann Stadtwald – Hahnenfurth-Düssel – W-Vohwinkel – W-Zoologischer Garten – W-Steinbeck – Wuppertal Hbf Stand: Fahrplanwechsel Dezember 2023 | 20/40 min (wochentags) 30 min (Wochenenden/Feiertage) |

## Bilder

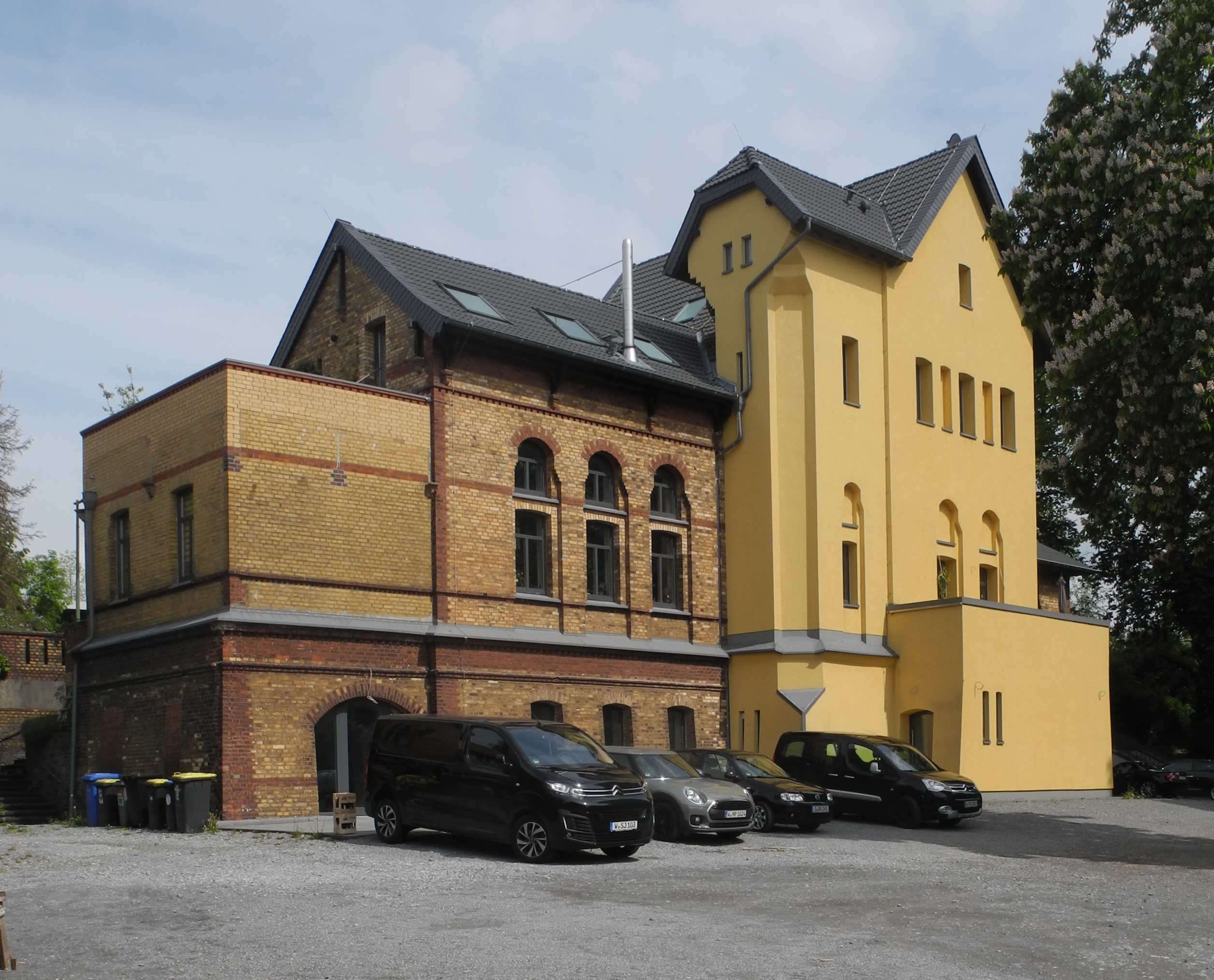
Sicht von der Stichstraße
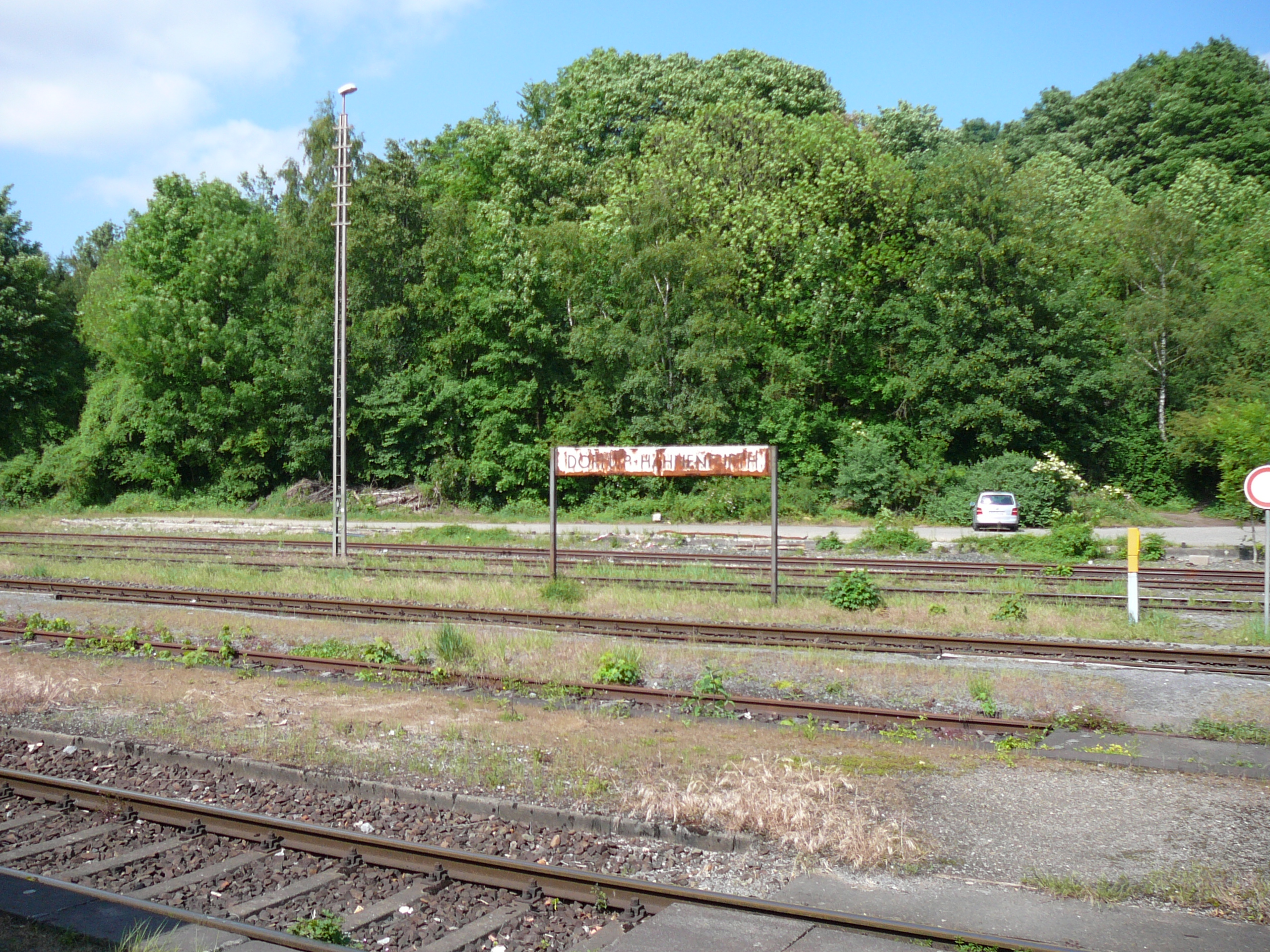
Blick vom ehemaligen Bahnsteig
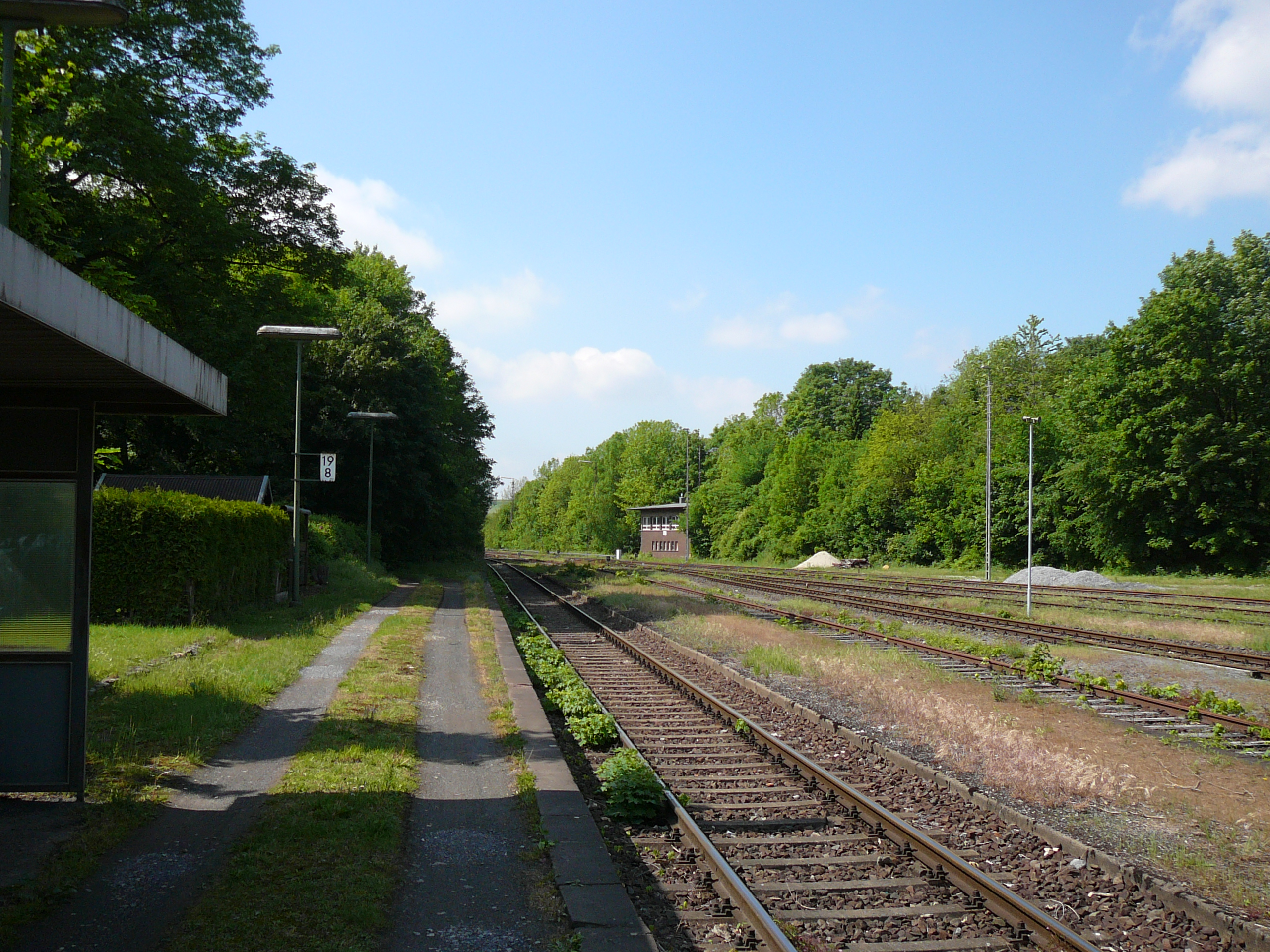
Blick nach Nord-Westen
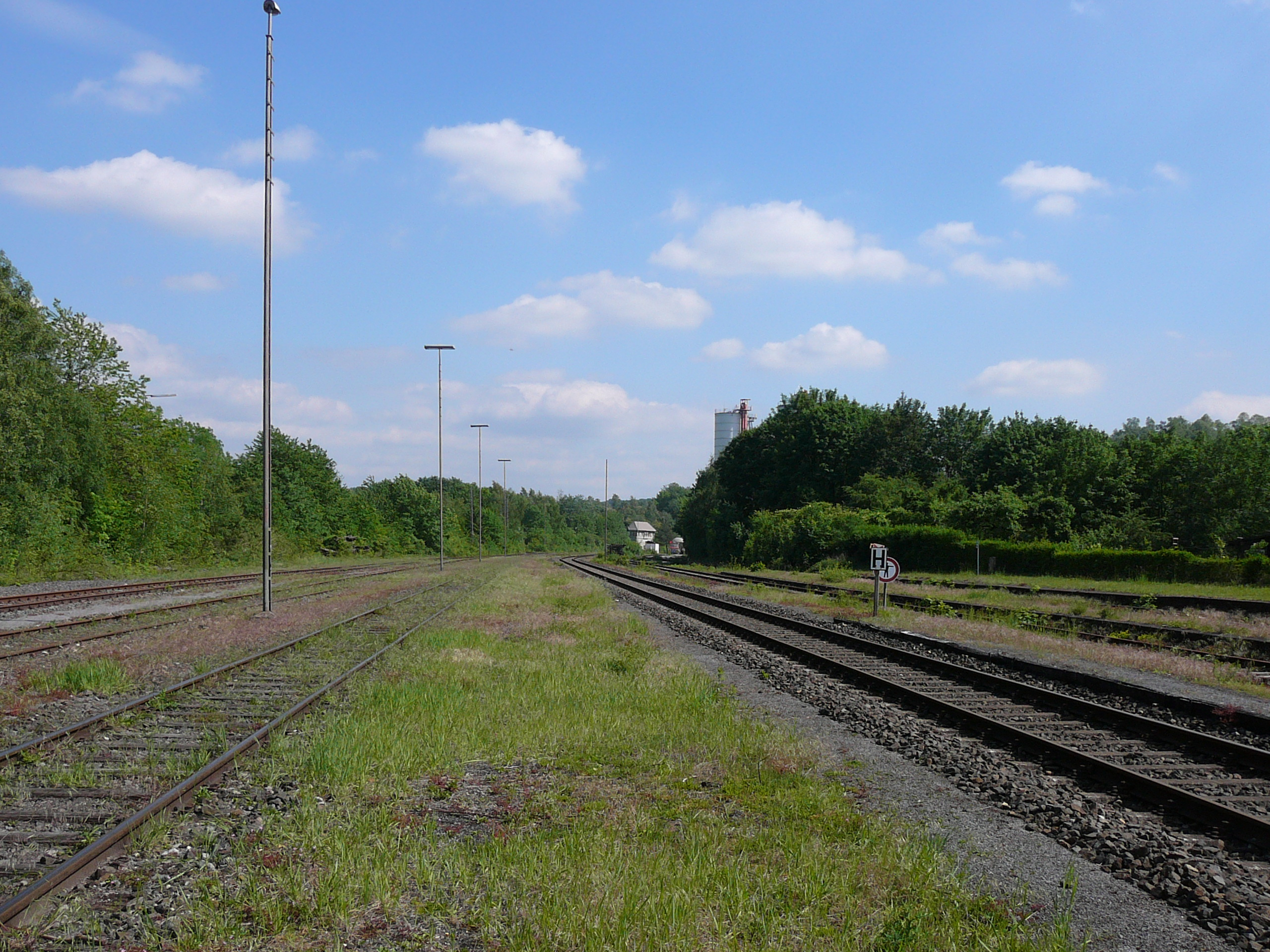
Blick nach Süd-Osten, im Hintergrund die Anlagen der Kalkwerke H. Oetelshofen
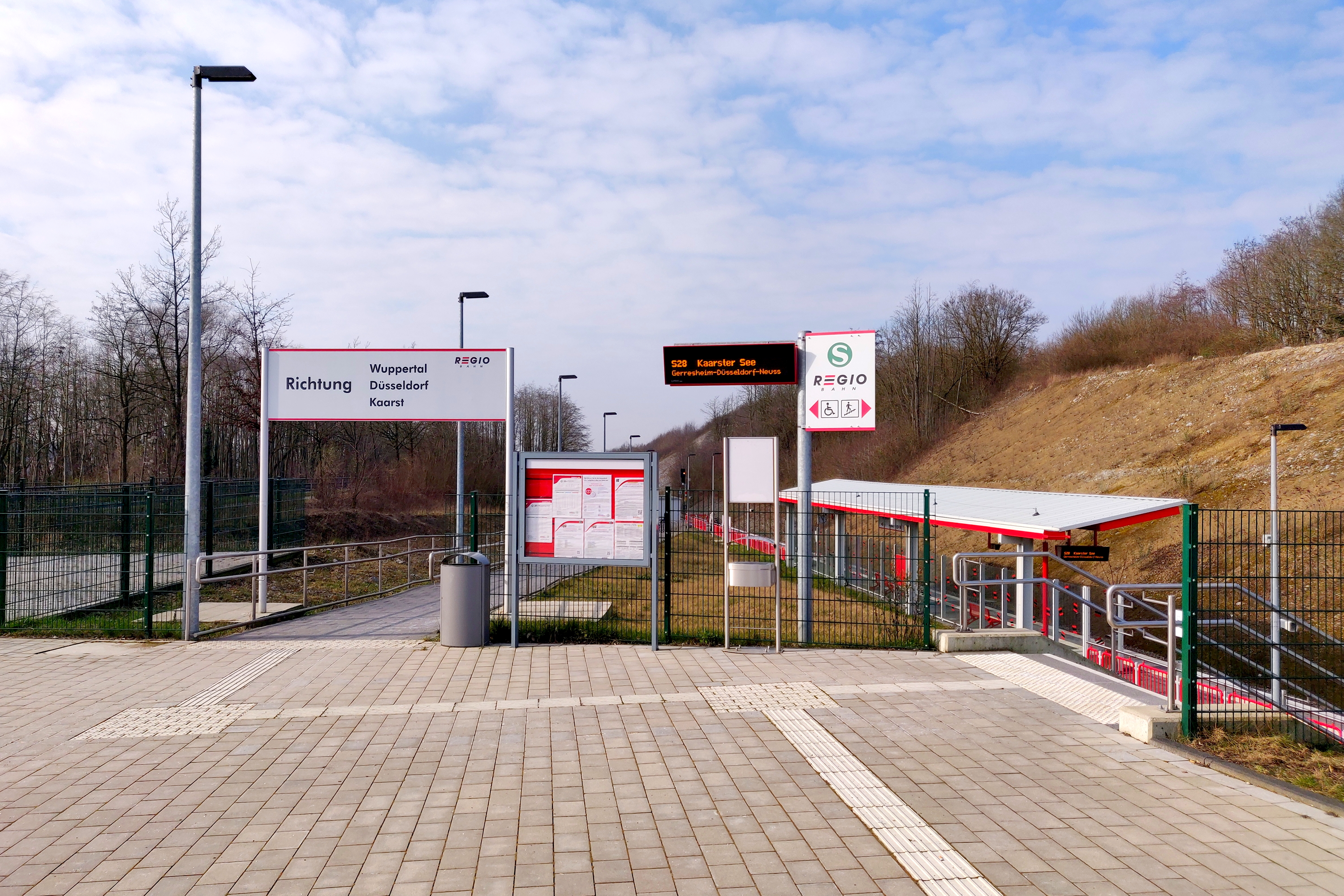
Neugebauter Haltepunkt „Hahnenfurth/Düssel“
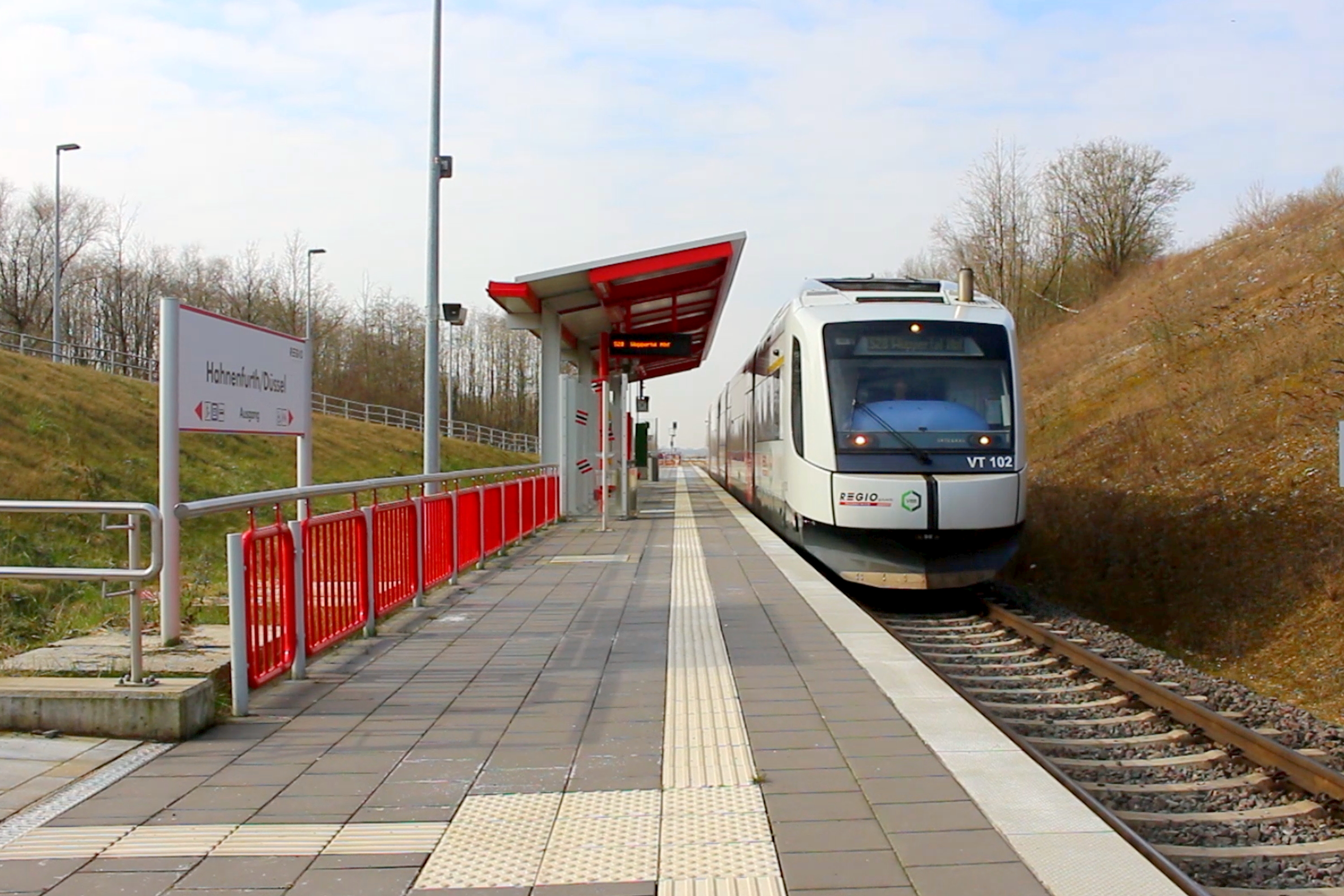
Integral S5D95 am Haltepunkt Hahnenfurth/Düssel